# Pavel Kohout

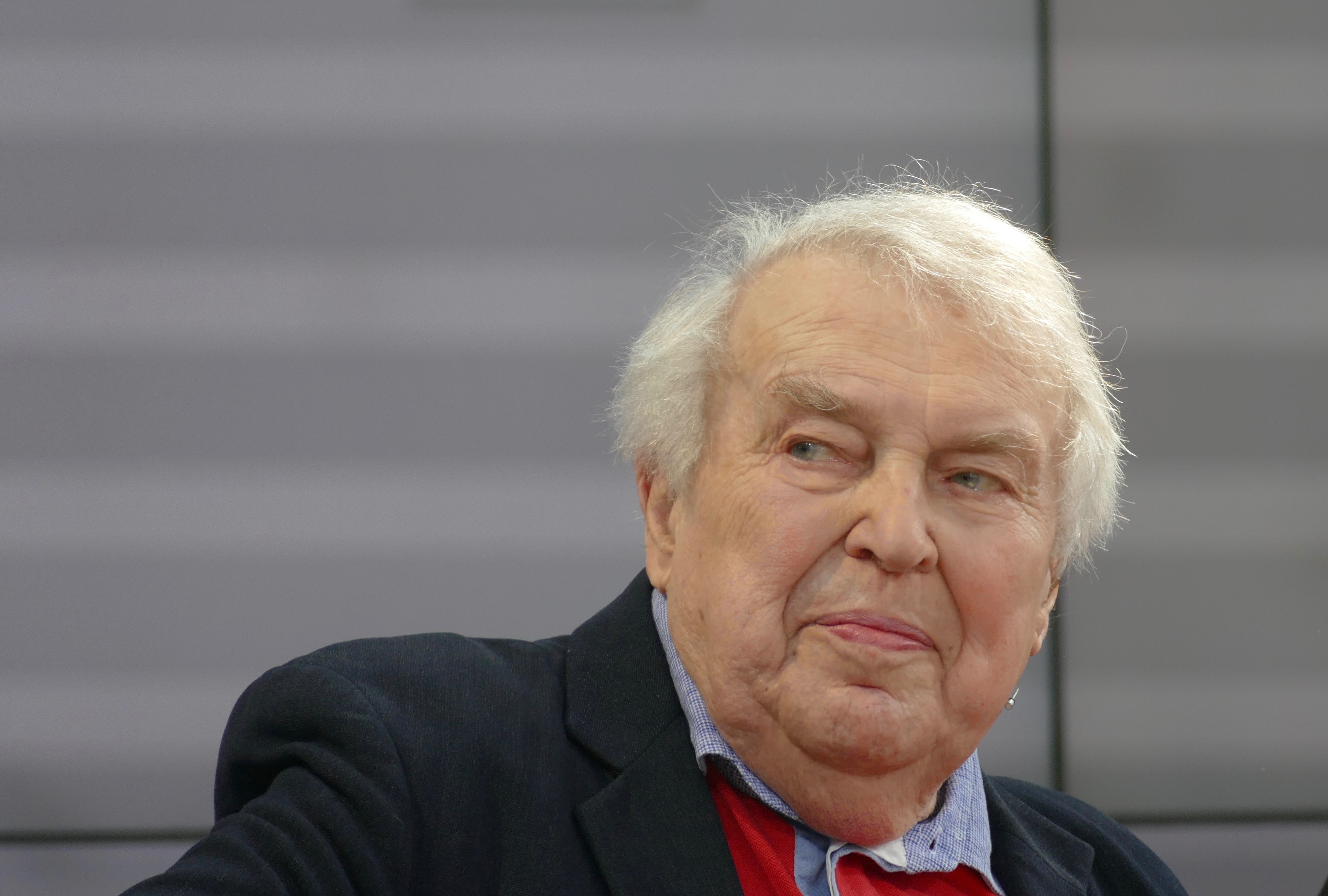
Pavel Kohout auf der Leipziger Buchmesse 2019

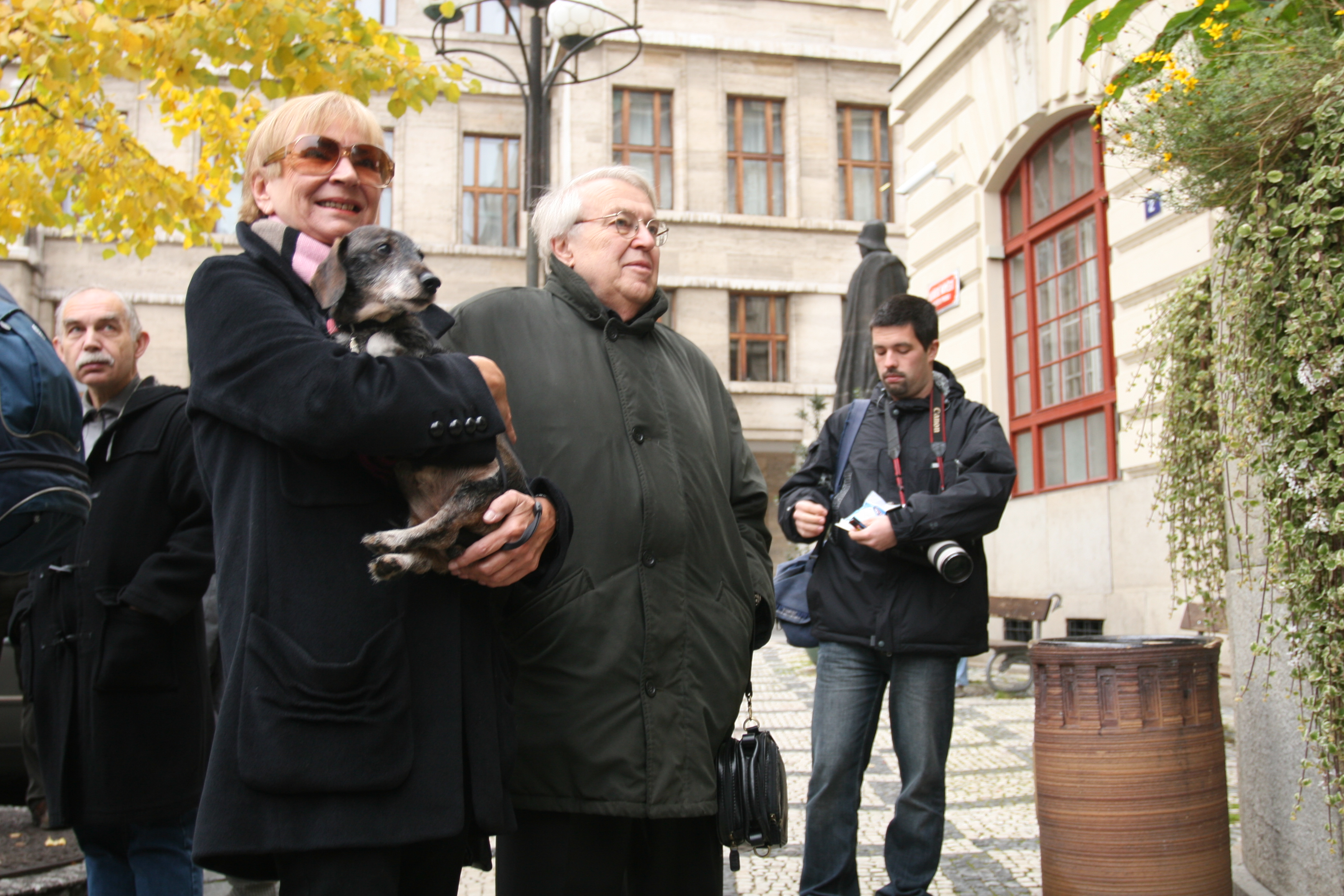
Pavel Kohout und seine Frau Jelena Mašínová in Prag, 25. Oktober 2007

Pavel Kohout (* 20. Juli 1928 in Prag) ist ein tschechisch-österreichischer Schriftsteller, Theatermann, Bürgerrechtsaktivist und Politiker.

## Leben
Nach Erreichen der Hochschulreife begann Kohout an der Karls-Universität Prag Philosophie zu studieren. 1945 trat er in die Kommunistische Partei (KSČ) ein und wurde ins Zentralkomitee des Tschechoslowakischen Jugendverbandes (ČSM) berufen.
Nach Beendigung seines Studiums wurde Kohout Journalist und begann 1948 als Redakteur auf der Internationalen Rundfunkausstellung in Prag. Im darauffolgenden Jahr berief man ihn zum Assistenten des tschechischen Kulturattachés nach Moskau. Ende 1950 kehrte er nach Prag zurück und fungierte bis Frühjahr 1952 als Chefredakteur der satirischen Zeitschrift Dikobraz (deutsch: Das Stachelschwein). Anschließend diente er bis 1955 in der Armee, wo er u. a. als Redakteur die wöchentlich erscheinende Zeitschrift Československý voják (deutsch: Der tschechoslowakische Soldat) betreute.
Im Anschluss daran bekam Kohout eine Anstellung beim staatlichen Fernsehen. 1956 nahm ihn der Svaz československých spisovatelů (deutsch: Verband tschechoslowakischer Schriftsteller) auf, dessen Mitglied er bis 1967 blieb. Ab 1952 wirkte er auch als Regisseur und leitete ab 1952 das Ensemble des zwischenzeitlich in Divadlo Julia Fučíka (deutsch: Julius-Fučík-Theater) umbenannten Vrchlického divadlo in nordböhmischen Louny (deutsch: Laun).
Als Mitglied der Kommunistischen Partei der Tschechoslowakei (KSČ) war er einer der Wortführer des Prager Frühlings. Nach dessen Scheitern wurde er 1969 aus der KSČ ausgeschlossen. Er war Mitverfasser und Unterzeichner der Charta 77. 1978 übernahm er einen Beratervertrag am Wiener Burgtheater. Daraufhin erfolgte die Ausweisung aus seiner Prager Wohnung. Er wurde 1979 mit seiner Frau Jelena ausgebürgert und ist seit 1980 österreichischer Staatsbürger. Seit 1989 konnte er wieder in Tschechien publizieren. Pavel Kohout lebt in Prag und Wien und hält in ganz Österreich Vorträge und Vorlesungen.
Pavel Kohout war in erster Ehe mit der Schauspielerin Alena Vránová (* 1932) und anschließend mit der Schriftstellerin Anna Cornová (1932–2019) verheiratet. Aus der zweiten Ehe stammen der Künstler Ondřej Kohout (* 1953) und die Autorin Tereza Boučková (* 1957). Seit 1970 war Kohout mit der Drehbuchautorin und Schriftstellerin Jelena Mašínová (1941–2024) verheiratet.

## Ehrungen
- 1969 Franz-Theodor-Csokor-Preis
- 1977 Österreichischer Staatspreis für Europäische Literatur
- 1997 Das Glas der Vernunft (Kasseler Bürgerpreis)
- 1999 Österreichisches Ehrenkreuz für Wissenschaft und Kunst I. Klasse
- 2002 Großes Bundesverdienstkreuz (27. Mai 2002)[5]
- 2004 Ehrenmedaille der Bundeshauptstadt Wien in Gold
- 2013 Ehrenplakette des Premierministers
- 2014 Goldenes Ehrenzeichen des Landes Oberösterreich
- 2014 Kunstpreis zur deutsch-tschechischen Verständigung

## Werke (Auswahl)
Theaterstücke
- Armer Mörder. Nach Motiven der Erzählung „Vernunft“ von Leonid Andrejew. Bärenreiter, Kassel 1977. (Weltpremiere in Düsseldorf 1973, auch am Broadway in New York City)
- August August, August. Eine Zirkusvorstellung. Neufassung. Reich-Verlag, Luzern 1983, ISBN 3-7243-0092-1.
- Das Leben im stillen Haus. Drei Einakter; „Pech unterm Dach“, „Krieg im dritten Stock“ und „Brand im Souterrain“. Hoffmann & Campe, Hamburg 1981, ISBN 3-455-03950-2.
- Evol. Einakter. Bärenreiter-Verlag, Kassel-Wilhelmshöhe 1972.[6][Anm. 1]
- Josef Schwejk oder „sie haben uns also den Ferdinand erschlagen“ und andere Zitate aus den Abenteuern des braven Soldaten Schwejk. Bärenreiter, Kassel 1967 (zuerst 1963 in Prag und 1967 mit Valter Taub in der Titelrolle am Deutschen Schauspielhaus in Hamburg)
- Patt oder Spiel der Könige. Eine pausenlose Partie. Berlin 1987 (im Auftrag des Schlossparktheaters, Berlin)
- Reise um die Erde in 80 Tagen. Nach dem Roman von Jules Verne. Bucher, Luzern 1969 (Dramatisierung im Auftrag des Stanislav Kostka Neumann-Theaters in Prag; endgültige Fassung mit dem Ensemble, dort auch uraufgeführt. Deutsche Erstaufführung 1962 Maxim-Gorki-Theater Berlin (Ost)[7]).
- So eine Liebe. Spiel in 2 Teilen. Bärenreiter, Kassel 1973 (Kohouts Fernsehspielbearbeitung wurde 1968 vom Saarländischen Rundfunk produziert und im ARD-Programm ausgestrahlt)
- Zyanid um fünf. Ein Stück in einem Akt. 2. Fassung. Pegasus-Verlag, Berlin 1996.

Romane
- Aus dem Tagebuch eines Konterrevolutionärs („Deník kontrarevolucionáře“). Goldmann, München 1990, ISBN 3-442-09862-9.
- Der Fremde und die Schöne Frau („Cizinec a Krásná paní“). Osburg Verlag, Berlin 2011, ISBN 978-3-940731-70-8.
- Die Einfälle der heiligen Klara. Roman („Nápady svaté Kláry“). Goldmann, München 1990, ISBN 3-442-09655-3.
- Die Henkerin. Roman („Katyně“). Goldmann, München 1993, ISBN 3-442-09405-4.
- Die lange Welle hinterm Kiel. Roman („Ta dlouhá vlna za kýlem“). Goldmann, München 2000, ISBN 3-442-72965-3.
- Die Schlinge. Roman („Smyčka“). Osburg Verlag, Berlin 2009, ISBN 978-3-940731-26-5.
- Ende der großen Ferien. Roman („Konec velkých prázdnin“). Goldmann, München 1990, ISBN 3-442-41497-0.
- Ich schneie. Roman („Sněžím“). Goldmann, München 1992, ISBN 3-442-42589-1.
- Meine Frau und ihr Mann. Eine Beichte („Ten žena a ta muž“). Knaus, München 1998, ISBN 3-8135-0079-9.
- Sternstunde der Mörder. Roman („Hvězdná hodina vrahů“). Goldmann, München 1997, ISBN 3-442-72175-X.
- Tanz- und Liebesstunde. deutsche Romanze („Hodina tance a lásky“). Goldmann, München 1991, ISBN 3-442-41016-9.
- Wo der Hund begraben liegt. Roman („Kde je zakopán pes“). Goldmann, München 1997, ISBN 3-442-72095-8.
- Tango mortale. Osburg Verlag, Berlin 2015, ISBN 978-3-95510-073-5.

Autobiographie:
- Mein tolles Leben mit Hitler, Stalin und Havel: Erlebnisse, Erkenntnisse. Osburg Verlag, Berlin 2010, ISBN 978-3-940731-48-7.
- Aus den Tagebüchern eines Europäers, Osburg Verlag, Hamburg 2019, ISBN 978-3-95510-182-4.[8]

Sonstiges
- Briefe über die Grenze. Versuch eines Ost-West-Dialogs. Verlag Wegener, Hamburg 1968 (zusammen mit Günter Grass)
- Der Roman Die lange Welle hinterm Kiel wurde unter gleichem Titel auch verfilmt.

## Hörfunk
- Eine jede existentielle Krise bereichert einen Autor – Pavel Kohout im Gespräch mit Ludger Bült, (55 Minuten), Ursendung: 20. Juli 1998, MDR Kultur